# ハイメ・アジョビ
ハイメ・ハビエル・アジョビ・コロソ（スペイン語: Jaime Javier Ayoví Corozo、スペイン語発音: [ˈxaime aʝoˈβi]、1988年2月21日 - ）は、エクアドルのサッカー選手。元エクアドル代表。ポジションはFW。

## 経歴

### クラブ
2005年、CDパラディンに所属していた時にいとこのワルテル・アジョビのすすめでCSエメレクのトライアウトに参加。ここで好印象を残し18歳で4年契約を結び選手となった。この頃はその体格の良さにも関わらず、ボール捌きとスピードに長けている事、そして本人が中央よりもサイドを好んだ事から、センターフォワードではなくウィンガーとして活躍していた。その後2009年に出場機会を求めてマンタFCに期限付き移籍、32試合7得点の結果を残した。しかしエメレクのフロントは彼をもう1シーズン期限付き移籍に出そうと画策していたが、新監督のホルヘ・サンパオリが彼の動画を見てメンバーに欲しいと言ったため、エルナン・ペイローネの控えではあったものの無事エメレクに復帰した。2010シーズンが始まるとペイローネをすぐにベンチに追いやってレギュラーの座を掴んだ。
2011年にリーガMXのデポルティーボ・トルーカFCに3年契約で移籍。出場2試合目で初得点を記録する好調な出だしとなった。この好調さにCFパチューカが目をつけて僅か半年で同クラブに移籍。6月31日に初得点を決めたが、その後は伸び悩みサウジ・プロフェッショナルリーグのアル・ナスルへ期限付き移籍する事となった。2012年9月29日にサウジ・プロフェッショナルリーグ初得点を記録し、1試合2得点も2回決めたが、全治8ヶ月の重傷を負ったために期限付き移籍は途中で打ち切られた。
2013年の初めにクラブ・ティフアナに移籍、怪我からの完全回復のために即座にLDUキトに1シーズンの期限付き移籍となった。LDUキトでは背番号11番を与えられ、8月17日に初得点を記録した。2014年初めにティフアナに復帰すると、3月7日にティフアナで初得点をあげた。しかし7月17日に構想外を告げられた。このため8月14日にCDゴドイ・クルス・アントニオ・トンバに半年の期限付き移籍となった。その後ゴドイ・クルスに完全移籍した。
2017年2月20日に中国サッカー・甲級リーグの北京人和足球倶楽部に移籍。

### 代表
エクアドル代表監督がレイナルド・ルエダに代わると代表に招集されるようになり、2010年9月4日のメキシコ代表戦で初出場、この試合で初得点も決めた。

## 代表歴

### 出場大会
- エクアドル代表
  - 2014 FIFAワールドカップ

### 試合数
- 国際Aマッチ 40試合 10得点（2010年-2016年）[9]

| エクアドル代表 | 国際Aマッチ | 国際Aマッチ |
| 年             | 出場        | 得点        |
| -------------- | ----------- | ----------- |
| 2010           | 4           | 1           |
| 2011           | 13          | 4           |
| 2012           | 7           | 3           |
| 2013           | 4           | 1           |
| 2014           | 2           | 0           |
| 2015           | 3           | 0           |
| 2016           | 7           | 1           |
| 通算           | 40          | 10          |

### 得点
| #   | 日附           | 場所                                                             | 対戦相手       | 得点 | 結果 | 大会                              |
| --- | -------------- | ---------------------------------------------------------------- | -------------- | ---- | ---- | --------------------------------- |
| 1.  | 2010年9月4日   | グアダラハラ・エスタディオ・オムニライフ                         | メキシコ       | 2–1  | 2–1  | 親善試合                          |
| 2.  | 2011年9月2日   | キト・エスタディオ・オリンピコ・アタウアルパ                     | ジャマイカ     | 1–0  | 5–2  | 親善試合                          |
| 3.  | 2011年9月6日   | キト・エスタディオ・オリンピコ・アタウアルパ                     | コスタリカ     | 2–0  | 4–0  | 親善試合                          |
| 4.  | 2011年10月7日  | キト・エスタディオ・オリンピコ・アタウアルパ                     | ベネズエラ     | 1–0  | 2–0  | 2014 FIFAワールドカップ・南米予選 |
| 5.  | 2011年10月12日 | ニュージャージー州ハリソン・レッドブル・アリーナ                 | アメリカ合衆国 | 1–0  | 1–0  | 親善試合                          |
| 6.  | 2012年2月29日  | グアヤキル・エスタディオ・ゲオルゲ・カプウェル                   | ホンジュラス   | 1–0  | 2–0  | 親善試合                          |
| 7.  | 2012年2月29日  | グアヤキル・エスタディオ・ゲオルゲ・カプウェル                   | ホンジュラス   | 2–0  | 2–0  | 親善試合                          |
| 8.  | 2012年8月15日  | ニューヨーク・シティ・フィールド                                 | チリ           | 2–0  | 3–0  | 親善試合                          |
| 9.  | 2013年11月19日 | ヒューストン・BBVAコンパス・スタジアム                           | ホンジュラス   | 1–0  | 2–2  | 親善試合                          |
| 10. | 2016年6月12日  | ニュージャージー州イーストラザフォード・メットライフ・スタジアム | ハイチ         | 2–0  | 4–0  | コパ・アメリカ・センテナリオ      |

## タイトル
- セリエA最優秀選手賞: 2010
- セリエA得点王: 2010